# 花莛乌头
花莛乌头（學名：Aconitum scaposum）为毛茛科乌头属下的一个种。

## 扩展阅读
- 維基物種上的相關：花葶乌头